# Universo de JAG y NCIS
El universo de JAG y NCIS, estilizado como NCISverse, es un universo compartido donde coexisten series de televisión estadounidense de aventura y drama. La franquicia empezó con JAG, que se estrenó en la NBC en 1995, pero fue cancelada en 1996 tras acabar en la posición #67 de audiencia. Al cambiar a la cadena rival CBS levantó la serie y la emitió durante 9 temporadas más hasta abril de 2005. Desde entonces, se hizo un spin-off titulado NCIS.

## Lista de series
- JAG
- First Monday
- NCIS
- NCIS: Los Ángeles
- Hawaii Five-0
- NCIS: New Orleans
- NCIS: Hawaiʻi
- NCIS: Sydney
- NCIS: Origins
- Scorpion

### Resumen por temporada televisiva
| Temporada | NCIS  | NCIS: Los Ángeles | NCIS: New Orleans | NCIS: Hawaiʻi | NCIS: Sydney | NCIS: Origins | NCIS: Tony & Ziva |
| --------- | ----- | ----------------- | ----------------- | ------------- | ------------ | ------------- | ----------------- |
| 2002-03   | Intro |                   |                   |               |              |               |                   |
| 2003-04   | 1     |                   |                   |               |              |               |                   |
| 2004-05   | 2     |                   |                   |               |              |               |                   |
| 2005-06   | 3     |                   |                   |               |              |               |                   |
| 2006-07   | 4     |                   |                   |               |              |               |                   |
| 2007-08   | 5     |                   |                   |               |              |               |                   |
| 2008-09   | 6     | Intro             |                   |               |              |               |                   |
| 2009-10   | 7     | 1                 |                   |               |              |               |                   |
| 2010-11   | 8     | 2                 |                   |               |              |               |                   |
| 2011-12   | 9     | 3                 |                   |               |              |               |                   |
| 2012-13   | 10    | 4                 |                   |               |              |               |                   |
| 2013-14   | 11    | 5                 | Intro             |               |              |               |                   |
| 2014-15   | 12    | 6                 | 1                 |               |              |               |                   |
| 2015-16   | 13    | 7                 | 2                 |               |              |               |                   |
| 2016-17   | 14    | 8                 | 3                 |               |              |               |                   |
| 2017-18   | 15    | 9                 | 4                 |               |              |               |                   |
| 2018-19   | 16    | 10                | 5                 |               |              |               |                   |
| 2019-20   | 17    | 11                | 6                 |               |              |               |                   |
| 2020-21   | 18    | 12                | 7                 |               |              |               |                   |
| 2021-22   | 19    | 13                |                   | 1             |              |               |                   |
| 2022-23   | 20    | 14                |                   | 2             |              |               |                   |
| 2023-24   | 21    |                   |                   | 3             | 1            |               |                   |
| 2024-25   | 22    |                   |                   |               | 1            | 1             | 1                 |

- Datos: Q17182743
- Multimedia: NCIS (franchise) / Q17182743